# William Wellesley-Pole, III conte di Mornington
William Wellesley-Pole, III conte di Mornington (20 maggio 1763 – Londra, 22 febbraio 1845), è stato un nobile e politico irlandese.

## Biografia
Era il figlio di Garret Wesley, I conte di Mornington, e di sua moglie, Anne Hill-Trevor, figlia di Arthur Hill-Trevor, I visconte Dungannon. Studiò all'Eton College.

## Carriera
Entrò nella Royal Navy come guardiamarina (1777-1783) e partecipò alla Battaglia di Grenada nel 1779.
Nel 1781 il suo padrino, nonché marito della sua prozia Anne Colley, gli lasciò in eredità i suoi possedimenti a condizione che William adottasse il cognome "Pole". 
Rappresentò Trim nel parlamento irlandese (1783-1790) e East Looe (1790-1795) e Queen's County (1820-1821) nella camera dei comuni. Servì come Segretario dell'Ammiragliato sotto il duca di Portland (1807-1809) e, come Capo Segretario per l'Irlanda sotto Spencer Perceval (1809-1812), ed è stato anche un Lord del Tesoro irlandese (1809-1811) e Cancelliere dello Scacchiere irlandese (1811-1812).
Nel 1809 prestò giuramento come membro del consiglio privato inglese e irlandese. Servì durante il governo di Lord Liverpool (1814-1823) come Master of the Mint.
Nel 1821 venne nominato barone Maryborough. Fu Master of the Buckhounds (1823-1830) e Postmaster General (1834-1835).
Nel 1842, alla morte del fratello, divenne conte di Mornington.

## Matrimonio
Sposò, il 17 maggio 1784 a Londra, Katherine Elizabeth Forbes (1760-23 ottobre 1851), figlia dell'ammiraglio John Forbes e Lady Mary Capell, figlia di William Campbell, III conte di Essex. Ebbero quattro figli:
- Lady Mary Charlotte Anne (?-2 febbraio 1845), sposò Charles Bagot, ebbero sei figli;
- William Wellesley-Pole-Tylney-Long, IV conte di Mornington (22 maggio 1788-1º luglio 1857);
- Lady Emily Harriet (1792-1881), sposò FitzRoy Somerset, I barone Raglan, ebbero quattro figli;
- Lady Priscilla Anne (1793-1879), sposò John Fane, XI conte di Westmorland[3], ebbero sei figli.

## Morte
Morì il 22 febbraio 1845 a Londra.